# Selbergs zentraler Grenzwertsatz
Selbergs zentraler Grenzwertsatz ist ein mathematischer Satz aus der stochastischen Zahlentheorie, welcher die Verteilung der riemannschen Zeta-Funktion auf der kritischen Gerade charakterisiert.
Der Satz sagt im Wesentlichen, dass sich die Verteilung der Absolutwerte
{\displaystyle |\zeta ({\tfrac {1}{2}}+it)|}
unter korrekter Normierung der Log-Normalverteilung annähert. Die stochastische Komponente kommt dabei von {\displaystyle t}, welches man aus einem beliebigen aber großen Interval unter der Gleichverteilung zieht. Verzichtet man auf die Betragsstriche, so nähert sich die Verteilung der komplexen Log-Normalverteilung.
Das Theorem wurde 1946 in etwas anderer Form von Atle Selberg bewiesen. Er bewies eine leicht stärkere Aussage für das {\displaystyle k}-te Moment von {\displaystyle \operatorname {arg} \zeta ({\tfrac {1}{2}}+it)}, welche das Theorem für das Argument impliziert. Die heutige Fassung stammt von Selberg und Tsang.
Die Aussage benötigt die riemannsche Vermutung nicht.

## Selbergs zentraler Grenzwertsatz
Notation:
- {\displaystyle {\mathcal {CN}}(0,1)} ist die komplexe Standardnormalverteilung, das heißt {\displaystyle {\mathcal {CN}}(0,1)={\mathcal {N}}(0,1)+i{\mathcal {N}}(0,1).}
- {\displaystyle \operatorname {Uni} ([T,2T])} ist die stetige Gleichverteilung auf {\displaystyle [T,2T]}.

### Komplexe Variante des Theorems
Sei {\displaystyle T>0} eine genügend große Zahl und {\displaystyle t\sim \operatorname {Uni} ([T,2T])}. Definiere {\displaystyle \sigma :=\left({\sqrt {{\tfrac {1}{2}}\log \log T}}\right)}, dann konvergiert die Zufallsvariable {\displaystyle {\tfrac {1}{\sigma }}\log \zeta ({\tfrac {1}{2}}+it)} in Verteilung zu einer komplexen Normalverteilung.
In Formeln:
{\displaystyle {\frac {1}{\sigma }}\log \zeta ({\tfrac {1}{2}}+it)\xrightarrow {d} {\mathcal {CN}}(0,1),\quad T\to \infty .}

### Reelle Variante des Theorems
Aus der Beziehung
{\displaystyle \log(s)=\log(|s|)+i\operatorname {arg} s}
folgt insbesondere für den reellen Teil
{\displaystyle {\frac {1}{\sigma }}\log |\zeta ({\tfrac {1}{2}}+it)|\xrightarrow {d} {\mathcal {N}}(0,1)}
und für den imaginären Teil
{\displaystyle {\frac {1}{\sigma }}\operatorname {arg} \zeta ({\tfrac {1}{2}}+it)\xrightarrow {d} {\mathcal {N}}(0,1).}

### Erläuterungen
Die Zufallsvariable {\displaystyle |\zeta ({\tfrac {1}{2}}+it)|} nähert sich einer zentrierten Log-Normalverteilung mit ungefährer Log-Varianz
{\displaystyle \sigma ^{2}\approx \left({\tfrac {1}{2}}\log \log T\right).}

#### Entfernen von Log(0)
Der Satz gilt auch für die Zufallsvariable
{\displaystyle {\frac {1}{\sigma }}S={\begin{cases}0&{\text{falls }}\zeta ({\tfrac {1}{2}}+it)=0,\\{\frac {1}{\sigma }}\log \zeta ({\tfrac {1}{2}}+it)&{\text{sonst}}.\end{cases}}}

## Selbergs Variante für den k-ten Moment
Selberg bewies für positive ganzzahlige {\displaystyle k}
{\displaystyle {\frac {1}{T}}\int _{T}^{2T}(\operatorname {arg} \zeta ({\tfrac {1}{2}}+it))^{2k}\mathrm {d} t=2^{-2k}{\binom {2k}{k}}k!(\log \log T)^{k}+{\mathcal {O}}\left((\log \log T)^{k-{\tfrac {1}{2}}}\right).}
Der Fall {\displaystyle \log |\zeta ({\tfrac {1}{2}}+it)|} wurde von Selberg auch untersucht und er lieferte eine Beweismöglichkeit, aber vollständig bewiesen wurde die Aussage für den Absolutwert erst 1984 durch Tsang.
Selberg erkannte, dass dies die Momente einer zentrierten gaußschen Zufallsvariable sind, und folgerte daraus
{\displaystyle {\frac {1}{T}}\lambda {\big (}\left\{0\leq t\leq T:{\tfrac {1}{\sigma }}\log |\zeta ({\tfrac {1}{2}}+it)|\geq r\right\}{\big )}\sim {\frac {1}{\sqrt {2\pi }}}\int _{r}^{\infty }e^{\frac {-u^{2}}{2}}\mathrm {d} u}
wobei {\displaystyle \lambda } das Lebesgue-Maß bezeichnet.